# Ochthebius punctatus
Ochthebius punctatus es una especie de escarabajo del género Ochthebius, familia Hydraenidae. Fue descrita científicamente por Stephens en 1829.
Se distribuye por Italia (región de Toscana). Mide 2,2 milímetros de longitud y su edeago 0,4 milímetros.